# Macrochenus lacordairei
Macrochenus lacordairei là một loài bọ cánh cứng trong họ Cerambycidae.